# Birchville Dam Waterfall
Der Birchville Dam Waterfall ist ein künstlicher, einstufiger Wasserfall am Nordrand der Stadt Upper Hutt in der Region Wellington auf der Nordinsel Neuseelands. Er ist der Überlauf eines Staudamms am Clarke’s Creek, der wenige hundert Meter hinter dem Wasserfall in den Akatarawa River mündet. Seine Fallhöhe beträgt rund 15 Meter.
Vom Parkplatz an der Bridge Road in Upper Hutt führt der Cannon Point Walkway in rund 25 Minuten zum Wasserfall.